# São João do Araguaia
São João do Araguaia – miasto i gmina w Brazylii, w stanie Pará. Znajduje się w mezoregionie Sudeste Paraense i mikroregionie Marabá.